# 飞鸾桥
飞鸾桥又名飞龙桥，是位于中国广西桂林市的一座桥梁，承载芦笛路横跨桃花江，东接桃花江路，西可达芦笛岩景区。

## 历史
据《临桂县志》记载，宋绍定年间（1228年—1233年）此处建有一座五孔石桥，称为“飞龙桥”。明清均重修。雍正六年（1728年）当地人于必胜等人筹资重建该桥，并树碑记载，1941年秋天毁于战火。1944年当地人募资重修成为木板面桥。1964年改建三孔石桥，用青黑石灰岩镶砌，1967年4月完工，5月验收通车，时称“工农桥”。所建桥梁长62.4米，宽10.5米，三跨单孔跨径15米，西侧有14个小拱，用以减缓洪流、分散压力，荷载汽-13级。桥面铺有沥青，并有钢筋骨架混凝土栏杆，共有灯柱8根。